# Thrypticomyia aureipennis
Thrypticomyia aureipennis är en tvåvingeart som beskrevs av Frederick Askew Skuse 1890. Thrypticomyia aureipennis ingår i släktet Thrypticomyia och familjen småharkrankar. Inga underarter finns listade i Catalogue of Life.